# Doug Flach
Doug Flach (Saint Louis, 10 agosto 1970) è un ex tennista statunitense.

## Carriera
In carriera ha vinto 2 titoli di doppio. In doppio ha raggiunto la 73ª posizione della classifica ATP, mentre in singolare ha raggiunto il 108º posto.

## Statistiche

### Doppio

#### Vittorie (2)
| Numero | Anno            | Torneo                                     | Superficie | Compagno      | Avversari in finale            | Punteggio     |
| 1.     | 24 ottobre 1993 | China Open, Pechino                        | Sintetico  | Paul Annacone | Jacco Eltingh Paul Haarhuis    | 7-6, 6-3      |
| 2.     | 13 luglio 1998  | Hall of Fame Tennis Championships, Newport | Erba       | Sandon Stolle | Scott Draper Jason Stoltenberg | 6-2, 4-6, 7-6 |

### Doppio

#### Finali perse (4)
| Numero | Anno           | Torneo                                                        | Superficie  | Compagno       | Avversari in finale            | Punteggio     |
| 1.     | 25 agosto 1991 | Waldbaum's Hamlet Cup, Long Island                            | Cemento     | Diego Nargiso  | Eric Jelen Carl-Uwe Steeb      | 6-0, 4-6, 6-7 |
| 2.     | 17 maggio 1993 | International Tennis Championships, Coral Springs             | Terra rossa | Paul Annacone  | Patrick McEnroe Jonathan Stark | 4-6, 3-6      |
| 3.     | 21 luglio 1996 | Legg Mason Tennis Classic, Washington                         | Cemento     | Chris Woodruff | Grant Connell Scott Davis      | 6-7, 6-3, 3-6 |
| 4.     | 10 maggio 1999 | Delray Beach International Tennis Championships, Delray Beach | Terra rossa | Brian MacPhie  | Maks Mirny Nenad Zimonjić      | 6-7, 6-3, 3-6 |